# يلينا جيفكوفيتش
يلينا جيفكوفيتش (بالسيريلية الصربية: Јелена Живковић) مواليد 6 يوليو 1991 في صربيا، هي لاعبة كرة يد صربية تلعب كظهير أيمن. حققت المركز الأول في ألعاب البحر الأبيض المتوسط 2013.

## سجل المنافسة
شاركت في البطولات التالية:
- بطولة العالم لكرة اليد للسيدات 2013
- بطولة العالم لكرة اليد للسيدات 2015
- بطولة أوروبا لكرة اليد للسيدات 2010
- بطولة أوروبا لكرة اليد للسيدات 2014
- بطولة أوروبا لكرة اليد للسيدات 2016

## الميداليات
| الميدالية | المسابقة                            |
| --------- | ----------------------------------- |
| فضية      | بطولة العالم لكرة اليد للسيدات 2013 |
| ذهبية     | ألعاب البحر الأبيض المتوسط 2013     |

## روابط خارجية
- يلينا جيفكوفيتش على موقع الاتحاد الدولي لكرة اليد (الإنجليزية)
- يلينا جيفكوفيتش على موقع الاتحاد الأوروبي لكرة اليد (الإنجليزية)